# Oscaruddelingen 1937
Oscaruddelingen 1937 var den niende oscaruddeling, hvor de bedste film fra 1936 blev hyldet med en oscarstatuette af Academy of Motion Picture Arts and Sciences. Uddelingen fandt sted 4. marts på Biltmore Hotel i Los Angeles, USA. Det var første år kategorierne bedste mandlige- og kvindelige birolle var med.

## Priser
| Bedste Film | Bedste Instruktør |
| --- | --- |
| - Revykongen Ziegfeld - Anthony Adverse - Hr. og Fru Dodsworth intime - Hendes rygte er i fare - En gentleman kommer til byen - Romeo og Julie - San Francisco - Louis Pasteur - menneskehedens velgører - To byer - Tre smarte piger | - Frank Capra – En gentleman kommer til byen - Gregory La Cava – My Man Godfrey - Robert Z. Leonard – Revykongen Ziegfeld - William Wyler – Hr. og Fru Dodsworth intime - W.S. Van Dyke – San Francisco |
| Bedste Mandlige Hovedrolle | Bedste Kvindelige Hovedrolle |
| - Paul Muni – Louis Pasteur - menneskehedens velgører - Gary Cooper – En gentleman kommer til byen - Walter Huston – Hr. og Fru Dodsworth intime - William Powell – My Man Godfrey - Spencer Tracy – San Francisco | - Luise Rainer – Revykongen Ziegfeld - Irene Dunne – Theodora leger med ilden - Gladys George – Valiant Is the Word for Carrie - Carole Lombard – My Man Godfrey - Norma Shearer – Romeo og Julie |
| Bedste Mandlige Birolle | Bedste Kvindelige Birolle |
| - Walter Brennan – Mands vilje - Mischa Auer – My Man Godfrey - Stuart Erwin – Pigskin Parade - Basil Rathbone – Romeo og Julie - Akim Tamiroff – Generalen døde ved daggry | - Gale Sondergaard – Anthony Adverse - Beulah Bondi – En pragtfuld tøs - Alice Brady – My Man Godfrey - Bonita Granville – De tre - Maria Ouspenskaya – Hr. og Fru Dodsworth intime |
| Bedste Historie | Bedste Filmatisering |
| - Louis Pasteur - menneskehedens velgører – Pierre Collings and Sheridan Gibney - Hævneren – Norman Krasna - Revykongen Ziegfeld – William Anthony McGuire - San Francisco – Robert Hopkins - Tre smarte piger – Adele Comandini | - Louis Pasteur - menneskehedens velgører – Pierre Collings and Sheridan Gibney - After the Thin Man – Frances Goodrich and Albert Hackett - Hr. og Fru Dodsworth intime – Sidney Howard - En gentleman kommer til byen – Robert Riskin - My Man Godfrey – Eric Hatch and Morris Ryskind |
| Bedste Kortfilm, One-Reel | Bedste Kortfilm, Two-Reel |
| - Bored of Education – Hal Roach og MGM - Moscow Moods – Paramount - Wanted – A Master – Pete Smith og MGM | - The Public Pays – MGM - Double or Nothing – Warner Bros. - Dummy Ache – RKO Radio |
| Bedste Kortfilm, Farver | Bedste Animerede Kortfilm |
| - Give Me Liberty – Warner Bros. - La Fiesta de Santa Barbara – Lewis Lewyn og MGM - Popular Science J-6-2 – Paramount | - The Country Cousin – Walt Disney Productions og United Artists - Old Mill Pond – Harman-Ising og MGM - Popeye the Sailor Meets Sindbad the Sailor – Paramount |
| Bedste Musik | Bedste Sang |
| - Anthony Adverse – Warner Bros. Studio Music Department - For Englands ære – Warner Bros. Studio Music Department - Allahs have – Selznick International Pictures Music Department - The General Died at Dawn – Paramount Studio Music Department - Under Brooklyn-broen – RKO Radio Studio Music Department | - "The Way You Look Tonight" fra Swing Time – Musik af Jerome Kern; Tekst af Dorothy Fields - "Did I Remember" fra Suzy – Musik af Walter Donaldson; Tekst af Harold Adamson - "I've Got You Under My Skin" fra Mit liv er en dans – Musik og Tekst af Cole Porter - "A Melody From the Sky" fra Den uskrevne lov – Musik af Louis Alter; Tekst af Sidney Mitchell - "Pennies from Heaven" fra Gadens melodi – Musik af Arthur Johnston; Tekst af Johnny Burke - "When Did You Leave Heaven" fra Sing, Baby Sing – Musik af Richard A. Whiting; Tekst af Walter Bullock |
| Bedste Scenografi | Bedste Fotografering |
| - Hr. og Fru Dodsworth intime – Richard Day - Anthony Adverse – Anton Grot - Revykongen Ziegfeld – Cedric Gibbons, Eddie Imazu og Edwin B. Willis - Lloyds of London – William S. Darling - Stålets mænd – Albert S. D'Agostino og Jack Otterson - Romeo og Julie – Cedric Gibbons, Frederic Hope og Edwin B. Willis - Under Brooklyn-broen – Perry Ferguson | - Anthony Adverse – Tony Gaudio - The General Died at Dawn – Victor Milner - The Gorgeous Hussy – George Folsey |
| Bedste Lydoptagelse | Bedste Klipning |
| - San Francisco – Douglas Shearer, MGM Studio Sound Department - Banjo on My Knee – E. H. Hansen, Fox Studio Sound Department - For Englands ære – Nathan Levinson, Warner Bros. Studio Sound Department - Hr. og Fru Dodsworth intime – Thomas T. Moulton, United Artists Studio Sound Department - General Spanky – Elmer A. Raguse, Hal Roach Studio Sound Department - En gentleman kommer til byen – John Livadary, Columbia Studio Sound Department - Texas-legionen – Franklin B. Hansen, Paramount Studio Sound Department - Pigen fra Paris – John Aalberg, RKO Radio Studio Sound Department - Tre smarte piger – Homer G. Tasker, Universal Studio Sound Department | - Anthony Adverse – Ralph Dawson - Mands vilje – Edward Curtiss - Revykongen Ziegfeld – William S. Gray - Lloyds of London – Barbara McLean - To byer – Conrad A. Nervig - Theodora leger med ilden – Otto Meyer |
| Bedste Assisterende Instruktør | Bedste Danseinstruktion |
| - For Englands ære – Jack Sullivan - Anthony Adverse – William Cannon - Allahs have – Eric G. Stacey - The Last of the Mohicans – Clem Beauchamp - San Francisco – Joseph M. Newman | - Revikongen Ziegfeld – Seymour Felix - Mit liv er en dans – Dave Gould - Sig det med boksehandsker – Bobby Connolly - Dancing Pirate – Russell Lewis - Gold Diggers 1937-38 – Busby Berkeley - One in a Million – Jack Haskell - Swing Time – Hermes Pan |

### Ærespriser
- W. Howard Greene
- Harold Rosson
- The march of time

## Eksterne Henvisninger
- oscars legacys hjemmeside